# 14060 Patersonewen
14060 Patersonewen eller 1996 BM5 är en asteroid i huvudbältet som upptäcktes den 18 januari 1996 av Spacewatch vid Kitt Peak-observatoriet. Den är uppkallad efter kanadensaren Paterson Ewen.
Asteroiden har en diameter på ungefär 4 kilometer.